# Flugplatz Bakkafjörður

i8
i11
i13
Der Flugplatz Bakkafjörður (IATA-Code: BJD, ICAO-Code: BIBK) lag im Nordosten von Island.
Der Flugplatz lag etwa 2 km südlich des Ortes Bakkafjörður zwischen dem Hafnarvegur í Bakkafirði  und dem Hafen des Ortes.
Der Flugplatz wurde 1972 für Krankentransportflüge mit einer Landebahn 600 × 25 m (05/23) gebaut.
Die Start- und Landbahn wurde später auf 787 m verlängert und ein Abfertigungsgebäude errichtet.
Von Mitte der 1970er Jahre bis 1993 betrieb das Flugfélag Austurlands eine Flugverbindung nach Egilsstaðir für die Post.
Um die Jahrtausendwende wurde der Flugplatz außer Betrieb genommen.
Sein Vorgänger bei dem Hof Djúpilækur (ICAO-Code: BIDL) wurde von 1956 bis 1972 betrieben und hatte drei Landebahnen in unterschiedlichen Richtungen und Längen zwischen 200 und 334 m Länge. 
Er lag weiter von dem Ort Bakkafjörður entfernt.